# Tour du Connétable (Vannes)
Pour les articles homonymes, voir Tour du Connétable (homonymie).
La tour du Connétable, construite dans la première moitié du XVe siècle, est un édifice intégré aux remparts de la commune française de Vannes dans le Morbihan. Malgré son aspect fortifié, résolument tourné vers la défense de la cité, et bien que la tour dispose de casemates d'artillerie dans la salle basse, la destination initiale de la tour du Connétable fut d'héberger le chef des armées du duc de Bretagne. Son nom provient donc de sa fonction dont le plus illustre représentant fut Arthur III de Bretagne dit « le Connétable de Richemont », connétable de France et duc de Bretagne. Située au nord du château de l'Hermine, aujourd'hui disparu, la tour semble avoir fait partie de sa défense.

## La tour du Connétable

### Localisation

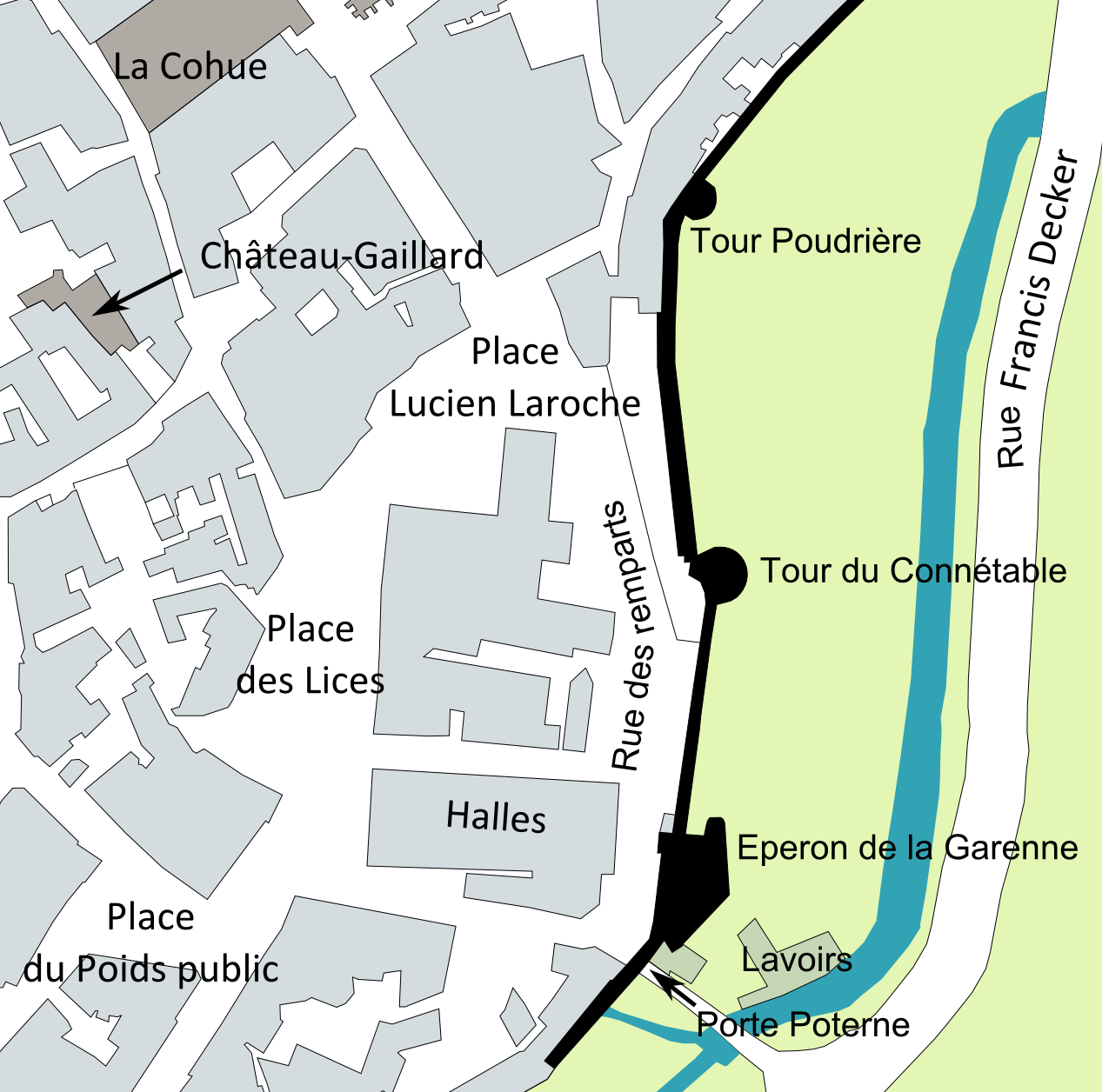
Localisation de la tour à l'est de l'intramuros

La tour est située sur le flanc est de la seconde enceinte de Vannes, au sud de la Tour Poudrière et au nord de l'éperon de la Garenne. À ses pieds, se trouve le jardin public qui s'étend le long des remparts, jardin lui-même longé par la Marle, la « rivière de Vannes »
Extra-muros, la tour est visible depuis la rue Francis Decker, du nom du maire de Vannes à l'origine de la mise en valeur des remparts depuis l'après Seconde Guerre mondiale. La tour est également visible depuis la promenade de la Garenne située à l'est de celle-ci. Intra-muros, la tour est visible depuis la place Lucien Laroche ainsi que depuis la rue du rempart.

### Histoire
La construction de la tour du Connétable date de l'extension de l'enceinte vers le sud entreprise sous le règne du duc Jean IV (1364-1399). Flanquée à l'est de la seconde enceinte sans doute sous le règne du Jean V (1408-1442) dans la première moitié du XVe siècle, la destination initiale de la tour est le logement du connétable, chef des armées du duc de Bretagne. La tour se trouve à l'angle nord-est de la basse-cour du château de l'Hermine et semble avoir fait partie de sa défense. Une légende, relayée par des auteurs du XIXe siècle, affirme que Jean IV y emprisonna Olivier de Clisson, connétable de France. L'histoire cependant ne s'accorde pas avec cette affirmation puisque cet événement eut lieu en 1387, soit près d'un demi-siècle avant la construction de la tour.
La tour est afféagée en 1676 à la suite de la disparition de l'intérêt militaire des fortifications. La municipalité redevient propriétaire de l'édifice en 1786 et l'utilise pour l'enfermement des personnes mentalement instable et des filles de mauvaise vie. Pendant la Révolution et la chouannerie, comme d'autres monuments de la ville, la tour est convertie en prison, notamment pour les nobles bretons arrêtés dans l'affaire du débarquement de Quiberon.

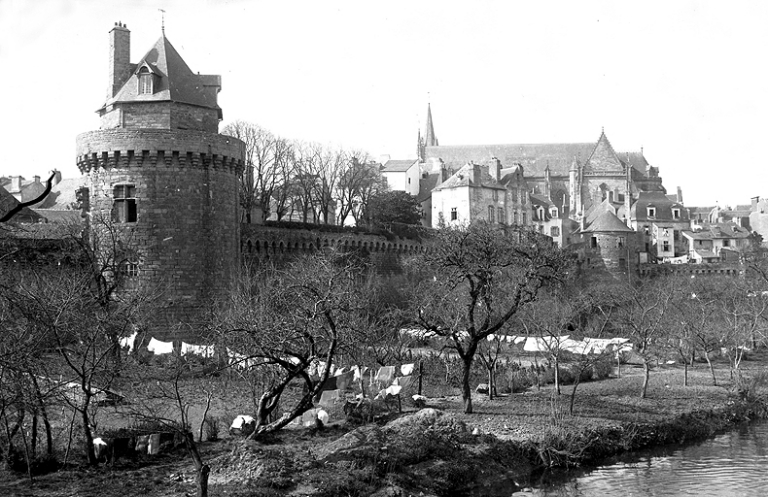
La tour et le verger vers 1900.

Au cours du XIXe siècle, la tour devient propriété privée et connaît de multiples usages : dépôt d'antiquités, salles de réunion, de répétitions et même salles de classe.
La tour du Connétable fait l'objet d'un classement au titre des monuments historiques depuis le 28 mai 1927 grâce à l'intervention de la société polymathique et des Amis de Vannes, une association de défense du patrimoine créée en 1911 à la suite des rumeurs de destruction de la porte Prison. La même année, le verger qui se trouve à l'emplacement des anciennes douves, est d'abord destiné à être loti, puis est racheté par le lancement d'une souscription publique. Il faut attendre l'après Seconde Guerre mondiale pour que le potentiel touristique des remparts soit exploité. À partir des années 1950, le maire, Francis Decker, conscient que les remparts sont un atout pour le développement de Vannes, décide d'aménager les anciennes douves est en jardin à la française.
Éléments touristiques, les remparts, le jardin et la tour du Connétable ont été mis en valeur par l'émission d'un timbre postal les représentant illuminés. Le timbre a été émis le 26 mars 1962 avec une oblitération premier jour le 24 dans la ville. La tour du Connétable redevient propriété de la ville en 1975, qui engage alors la restauration complète de l'édifice. Elle accueille aujourd'hui des expositions et est présentée au public par des visites guidées.

### Architecture

#### Extérieur

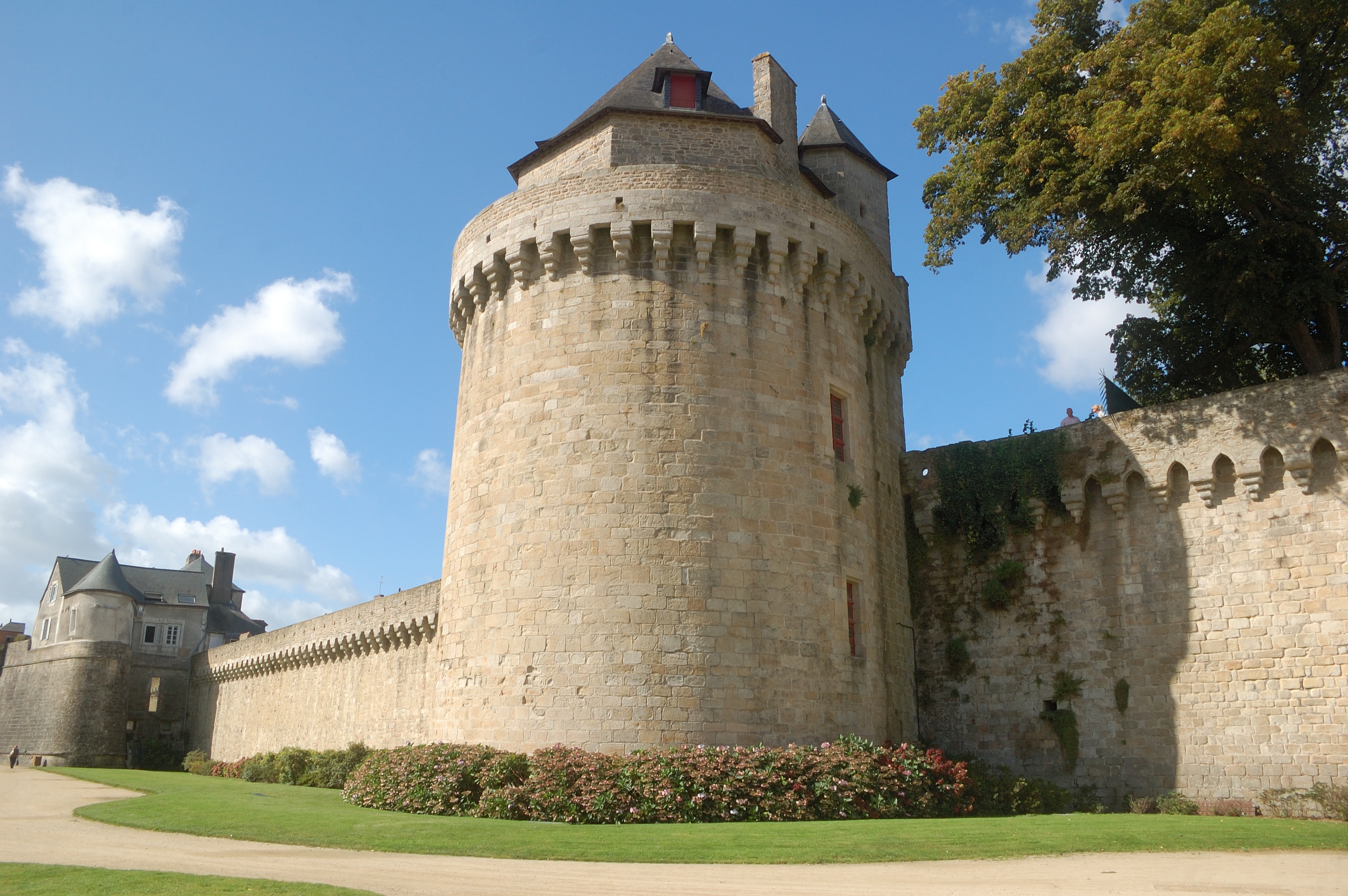
Vue du nord depuis le jardin des remparts

La tour comporte cinq niveaux ainsi qu'une basse-cour au niveau de la rue côté intra-muros. Une partie de cette basse-cour existe toujours. Celle-ci est composée de plusieurs pièces. La tour est arrondie vers l'extérieur et est à pans coupés vers l'intérieur.
Une excroissance de la face interne des remparts abrite un escalier en colimaçon. Les entrées de la tour par l'intérieur de la cité (rez-de-chaussée - premier étage) sont protégées par des mâchicoulis. L'accès à la courtine sud, qui menait auparavant au château de l'Hermine, se fait par l'extérieur du premier étage de l'édifice via une plateforme en bois.
Le deuxième et le troisième niveau sont éclairés par de grandes baies. Chacun des deux niveaux est doté de deux fenêtres, une au nord et l'autre au sud. À hauteur de la moitié du quatrième niveau, un chemin de ronde fait en partie le tour de l'édifice ; la rangée de consoles formant mâchicoulis supporte un parapet qui n'a pas de créneau.
Des mâchicoulis dont les linteaux sont ornés de trèfles, sont des éléments singuliers de cette architecture. Des maçonneries en attente visibles du côté de la basse-cour et le « coussiège d'une croisée imbriquée dans la courtine ouest » rappellent qu'un projet de logis n'a jamais été réalisé.

#### Intérieur

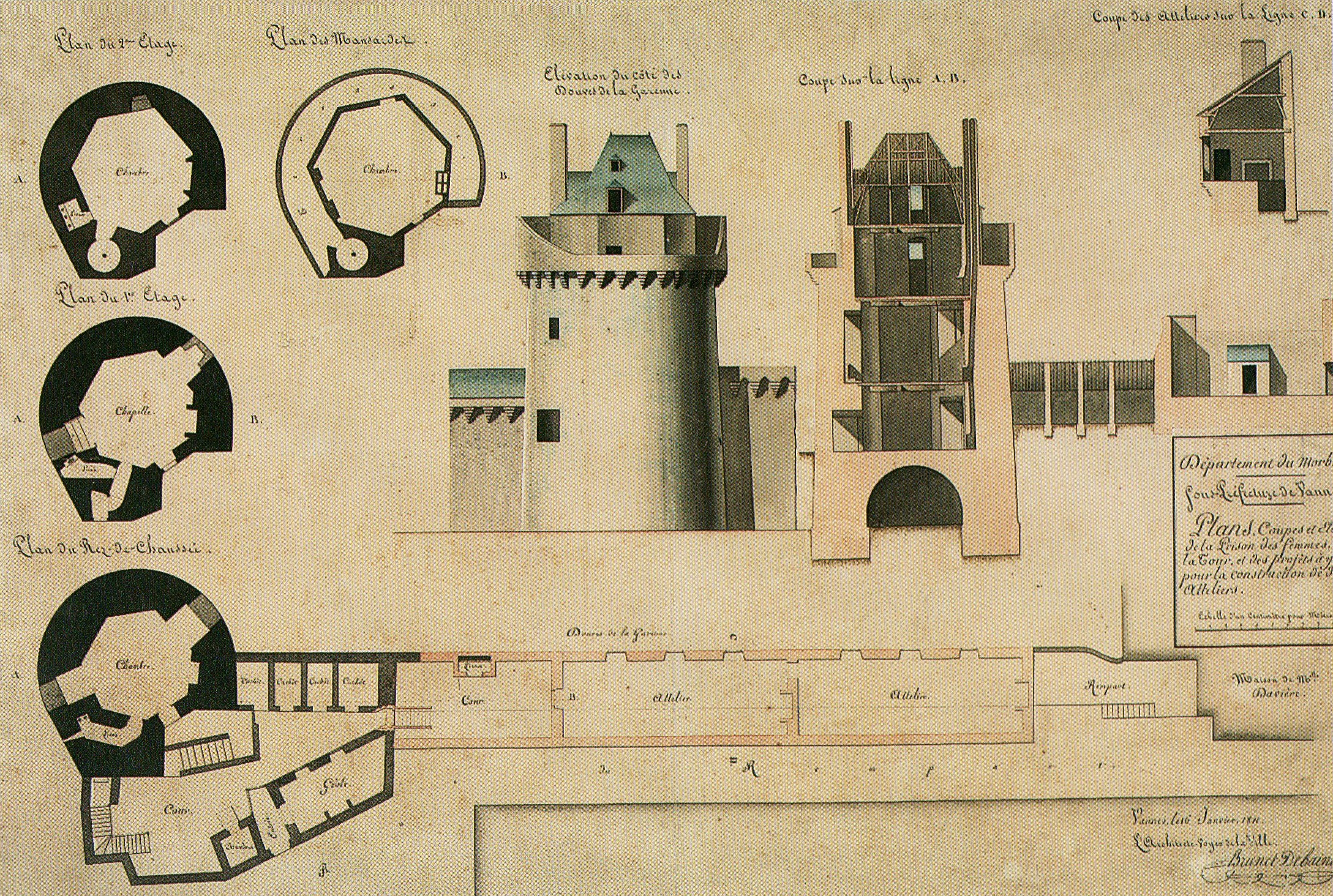
Coupe de la tour par Brunet-Debaines daté du 16 janvier 1811

L'escalier en colimaçon dessert les trois derniers niveaux selon une double circulation verticale. Depuis la rue des Remparts, un escalier droit et une porte donnent accès au bas de la cage d'escalier. Les deux niveaux inférieurs sont indépendants des trois derniers.
Le premier niveau est un caveau voûté, percé de casemates pour l'artillerie. L'accès aux deux canonnières se fait par un étroit escalier en vis.
Au cœur de la tour et les unes au-dessus des autres, trois salles polygonales sont les pièces d'habitation. Sur le côté ouest de la tour, les deuxième et troisième niveaux disposent d'une cheminée à conduit unique. Le conduit de la cheminée du quatrième niveau rejoint le premier conduit pour former une sortie de toit à double conduit. Éclairée par deux hautes fenêtres à meneaux, la salle du troisième niveau est la plus belle, avec notamment une cheminée monumentale.
Sous les combles, le cinquième niveau possède sa propre cheminée à l'opposé de la cheminée principale. La toiture de la tour, pointue, est dominée par la haute cheminée et flanquée de la tourelle de l'escalier et de deux lucarnes.

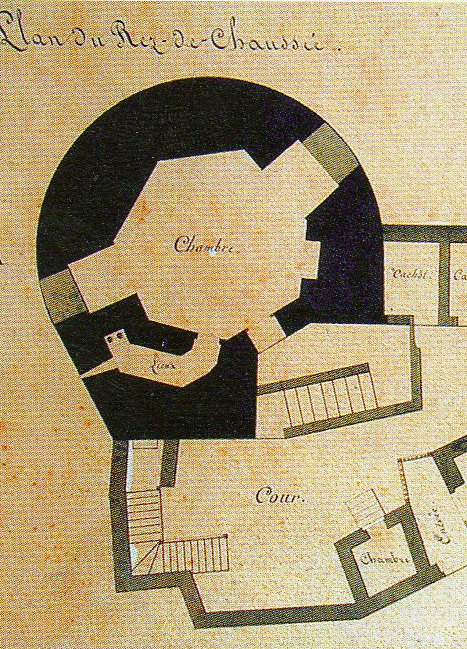
Détail : Plan du rez-de-chaussée
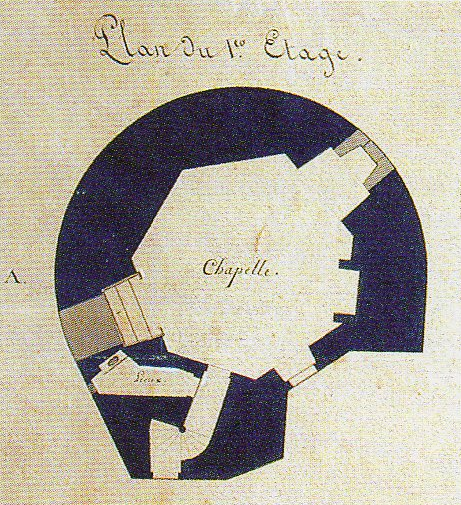
Détail : Plan du 1er étage
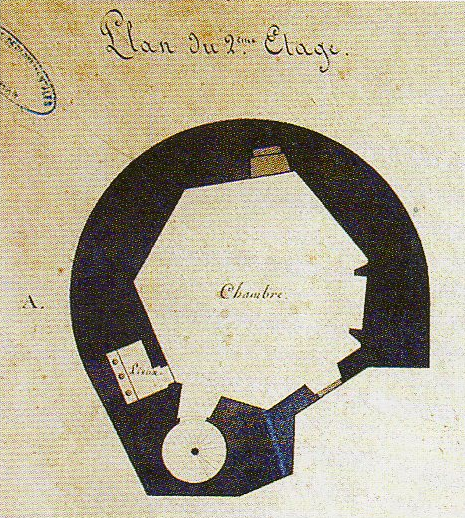
Détail : Plan du 2e étage
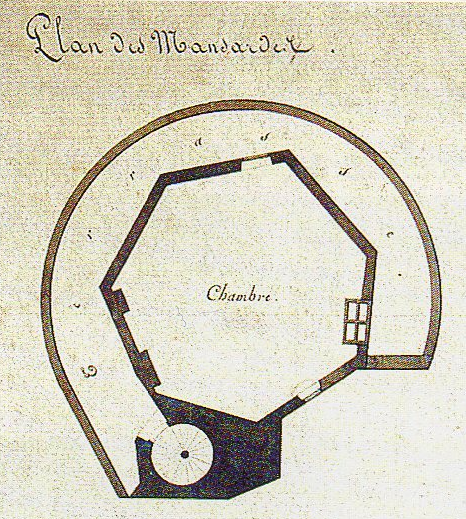
Détail : Plan du 3e étage

### La tour dans les arts
Appréciée par les voyageurs, touristes et artistes, la tour du Connétable est devenue un des symboles de la ville de Vannes. L'édifice et les monuments environnants (les lavoirs de la Garenne, la Cathédrale Saint-Pierre) ont été souvent peints, dessinés et photographiés notamment pour illustrer des guides touristiques et comme sujets de cartes postales. De passage en ville en 1834, Victor Hugo effectue un dessin de la tour du Connétable. En 1890, Albert Robida illustre son ouvrage La Bretagne par les lavoirs de Vannes et les remparts, la tour du Connétable et la Vieille ville en arrière-plan.

#### Galerie

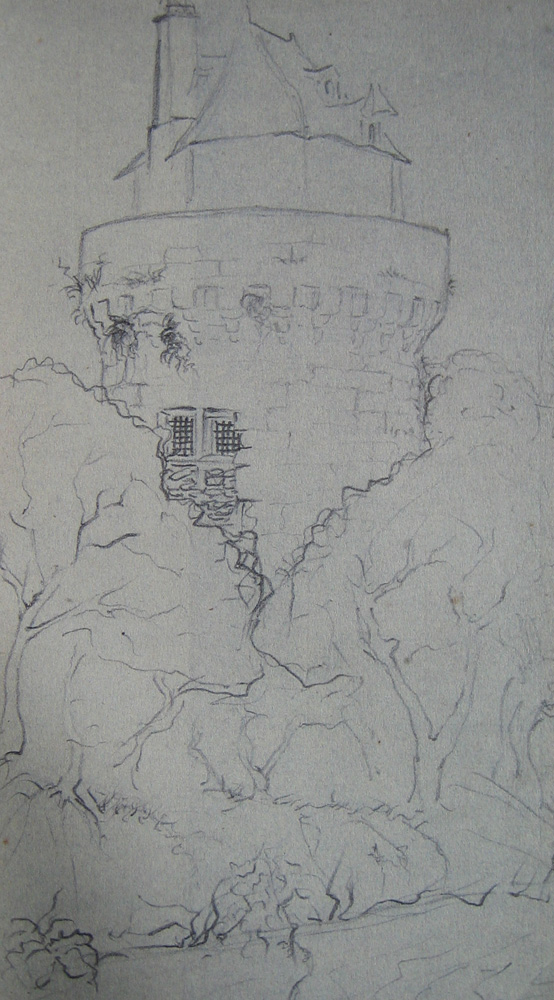
Dessin de Victor Hugo de la Tour du Connétable en 1834
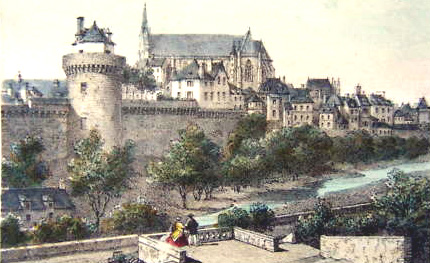
La Tour, les Remparts et la Cathédrale en 1845
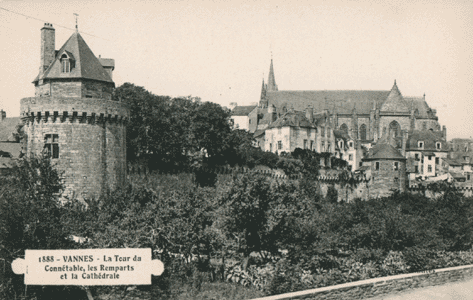
La Tour, les Remparts et la Cathédrale en 1888
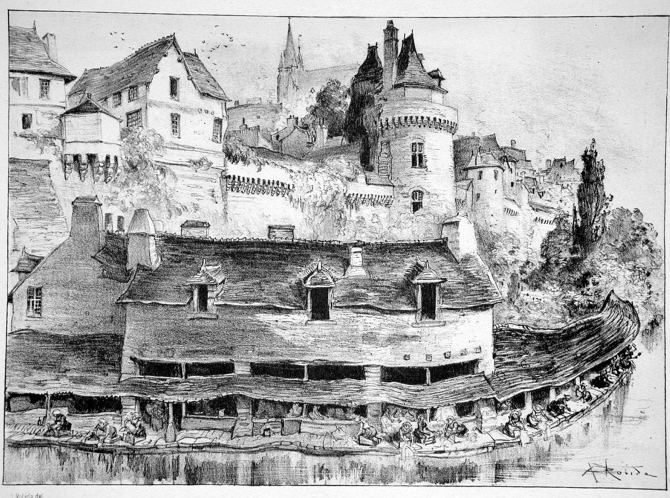
Dessin d'Albert Robida - 1890
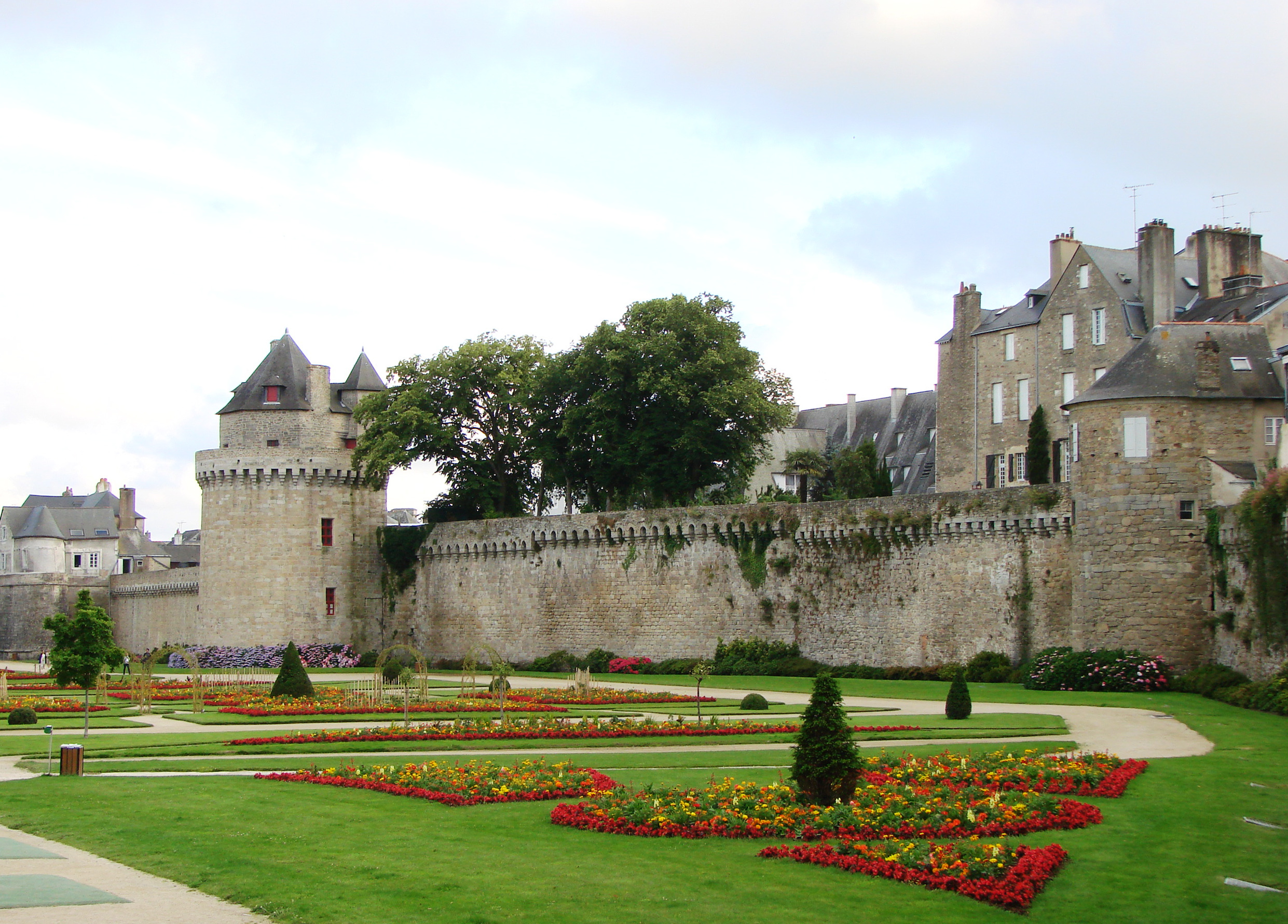
La Tour du Connétable, la Tour Joliette et les jardins des remparts
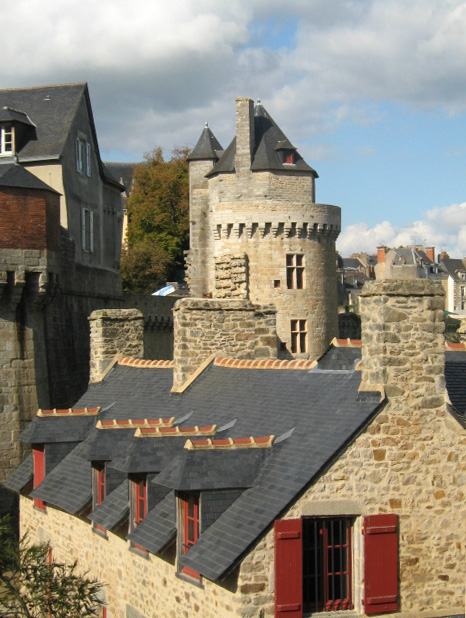
Les lavoirs et la tour en arrière-plan
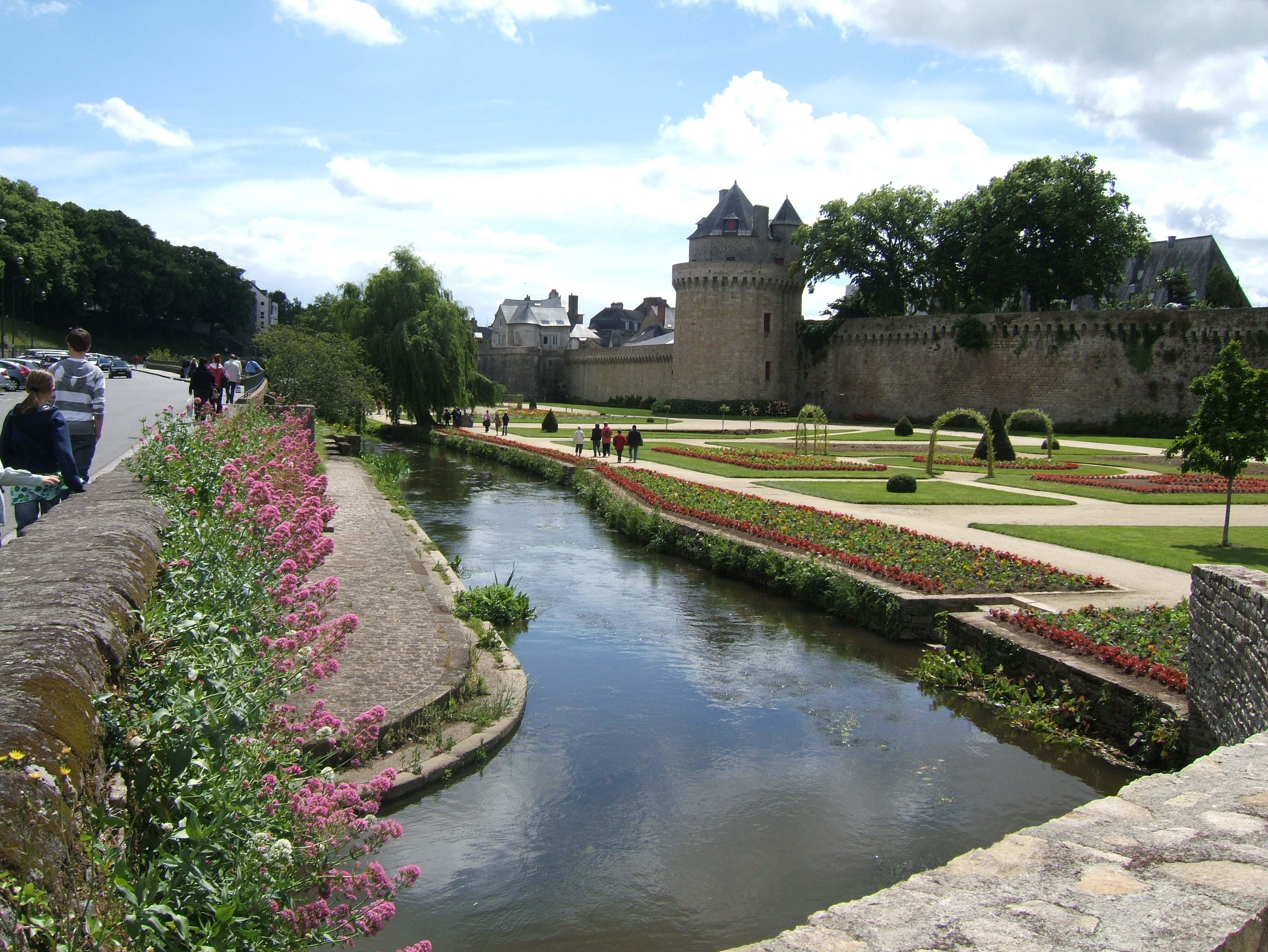
La Rivière de Marle (ou de Vannes) et la tour
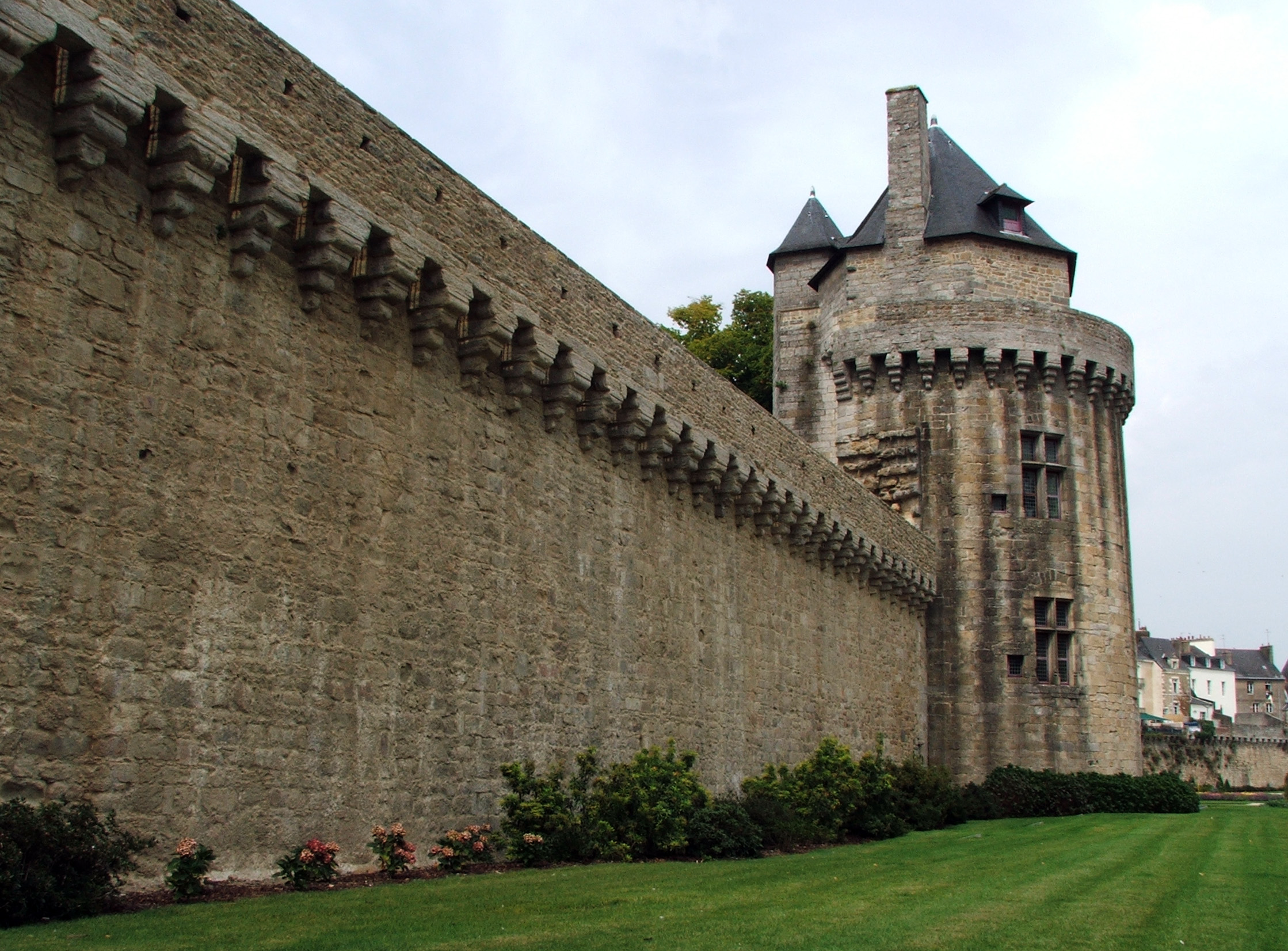
La Tour vue du Sud

### Sources utilisées
- Claudie Herbaut, Gérard Danet, Christophe Le Pennec, Les remparts de Vannes, Découverte d'une ville fortifiée des origines à nos jours, édition Animation du Patrimoine, Ville de Vannes, édition 2008 (première édition mai 2001), 52 pages,  (ISBN 978-2-909299-29-7).

1. 1 2  p. 23.
2. 1 2  p. 25.

### Éléments bibliographiques

#### Patrimoine de Vannes
- Pierre Thomas-Lacroix, Le Vieux Vannes, Vannes, Société polymathique du Morbihan, 1982, 2e éd. (1re éd. 1975), 155 p..

#### Remparts de Vannes
- Aquilina Manuelle, Les remparts de Vannes du 3e au 20e siècle : de l'enceinte fortifiée à la simple ceinture de murailles, Rennes 2, 1998, 179 p. Lieu de dépôt : CRHISCO, TH 316 AD56, TH 517.
- André Patrick, Le rempart de Vannes et la défense de la ville au Bas-Empire, Actes du colloque « Les remparts de Vannes », Bulletin des Amis de Vannes, no 12, 1987, p. 20-26.
- Galles Louis, Les murailles de Vannes depuis 1573, Annuaire du Morbihan, 1856.

#### Secteur sauvegardé de Vannes
- Pasquesoone Lucie (dir. G. Richard), Le secteur sauvegardé de Vannes : reflet des réussites et des contradictions des politiques nationales de protection du patrimoine depuis 1962, IEP Rennes (mémoire en sciences politiques), Rennes, 2007. Séminaire : " Histoire de la France au XXe siècle".

#### Topographie de Vannes
- André Patrick et Degez Albert, « Vannes, topographie urbaine », Congrès de la société française d'archéologie, Morbihan, Paris, 1983, p. 288-293.

#### Architecture militaire
- De La Borderie Arthur, L'architecture militaire du Moyen Âge en Bretagne, nouvelle édition, Rue des Scribes, Mayenne, 1991 (première édition 1885-1894).
- Le Pennec Christophe, Les enceintes urbaines (XIIIe – XIVe siècles), Actes du 121e congrès des Sociétés historiques et scientifiques, Nice, octobre 1996, Paris, CTHS, 1999.
- Salamagne A., L'architecture militaire, châteaux et fortifications urbaines, dans Prigent (dir), Art et société en France au XVe siècle, Paris, Maisonneuve et Larose, 1999, p. 169-185.